# Liste der NACAC-Meister in der Leichtathletik/Medaillengewinner
Die Liste der NACAC-Meister in der Leichtathletik führt sämtliche Medaillengewinner bei Leichtathletik-Meisterschaften der North American, Central American and Caribbean Athletic Association (NACAC) seit 2007 auf. Sie ist gegliedert nach Wettbewerben, die aktuell zum Wettkampfprogramm gehören und nach nicht mehr ausgetragenen Wettbewerben.

## Aktuelle Wettbewerbe

### 100 m
| NACAC-Meisterschaften | NACAC-Meisterschaften | Gold             | Silber            | Bronze            |
| --------------------- | --------------------- | ---------------- | ----------------- | ----------------- |
| 2007                  | San Salvador          | Richard Thompson | Monzavous Edwards | Abidemi Omole     |
| 2015                  | San José              | Remontay McClain | Ramon Gittens     | Levi Cadogan      |
| 2018                  | Toronto               | Tyquendo Tracey  | Kendal Williams   | Cameron Burrell   |
| 2022                  | Freeport              | Ackeem Blake     | Kyree King        | Brandon Carnes    |
| 2025                  | Freeport              | Jerome Blake     | Ryiem Forde       | Rikkoi Brathwaite |

### 200 m
| NACAC-Meisterschaften | NACAC-Meisterschaften | Gold          | Silber             | Bronze         |
| --------------------- | --------------------- | ------------- | ------------------ | -------------- |
| 2007                  | San Salvador          | Jordan Vaden  | Michael Mitchell   | Chris Lloyd    |
| 2015                  | San José              | Rasheed Dwyer | Yancarlos Martínez | Antoine Adams  |
| 2018                  | Toronto               | Kyle Greaux   | Aaron Brown        | Nigel Ellis    |
| 2022                  | Freeport              | Andrew Hudson | Kyree King         | Josephus Lyles |
| 2025                  | Freeport              | Aaron Brown   | Christopher Taylor | José Figueroa  |

### 400 m
| NACAC-Meisterschaften | NACAC-Meisterschaften | Gold               | Silber            | Bronze           |
| --------------------- | --------------------- | ------------------ | ----------------- | ---------------- |
| 2007                  | San Salvador          | Calvin Smith       | Arismendy Peguero | Nery Brenes      |
| 2015                  | San José              | Lalonde Gordon     | Nery Brenes       | Ricardo Chambers |
| 2018                  | Toronto               | Demish Gaye        | Nery Brenes       | Fitzroy Dunkley  |
| 2022                  | Freeport              | Christopher Taylor | Nathon Allen      | Bryce Deadmon    |
| 2025                  | Freeport              | Kirani James       | Rusheen McDonald  | Wendell Miller   |

### 800 m
| NACAC-Meisterschaften | NACAC-Meisterschaften | Gold            | Silber         | Bronze         |
| --------------------- | --------------------- | --------------- | -------------- | -------------- |
| 2007                  | San Salvador          | Golden Coachman | Pablo Solares  | Moise Joseph   |
| 2015                  | San José              | Ryan Martin     | Clayton Murphy | Jamaal James   |
| 2018                  | Toronto               | Brandon McBride | Marco Arop     | Wesley Vázquez |
| 2022                  | Freeport              | Jonah Koech     | Handal Roban   | Brannon Kidder |
| 2025                  | Freeport              | Handal Roban    | Brandon Miller | Tyrice Taylor  |

### 1500 m
| NACAC-Meisterschaften | NACAC-Meisterschaften | Gold            | Silber                      | Bronze                      |
| --------------------- | --------------------- | --------------- | --------------------------- | --------------------------- |
| 2007                  | San Salvador          | Pablo Solares   | Isaías Haro                 | Luis Soto                   |
| 2015                  | San José              | Andrew Wheating | Daniel Winn                 | Daniel Gorman               |
| 2018                  | Toronto               | Izaic Yorks     | Patrick Casey               | Charles Philibert-Thiboutot |
| 2022                  | Freeport              | Eric Holt       | Joshua Thompson             | Charles Philibert-Thiboutot |
| 2025                  | Freeport              | Foster Malleck  | Charles Philibert-Thiboutot | Carlos Vilches              |

### 5000 m
| NACAC-Meisterschaften | NACAC-Meisterschaften | Gold            | Silber            | Bronze          |
| --------------------- | --------------------- | --------------- | ----------------- | --------------- |
| 2007                  | San Salvador          | Ben Bruce       | Julio Pérez       | José García     |
| 2015                  | San José              | Lopez Lomong    | José Juan Esparza | Fabian Guerrero |
| 2018                  | Toronto               | Hassan Mead     | Riley Masters     | Justyn Knight   |
| 2022                  | Freeport              | William Kincaid | Thomas Fafard     | Kieran Lumb     |
| 2025                  | Freeport              | Andrew Hunter   | Cooper Teare      | Héctor Pagán    |

### 10.000 m
| NACAC-Meisterschaften | NACAC-Meisterschaften | Gold         | Silber         | Bronze           |
| --------------------- | --------------------- | ------------ | -------------- | ---------------- |
| 2007                  | San Salvador          | Julio Pérez  | José García    |                  |
| 2018                  | Toronto               | Lopez Lomong | Elkanah Kibet  | Reed Fischer     |
| 2022                  | Freeport              | Sean McGorty | Dillon Maggard | Andrew Alexander |

### 110 m Hürden
| NACAC-Meisterschaften | NACAC-Meisterschaften | Gold               | Silber           | Bronze           |
| --------------------- | --------------------- | ------------------ | ---------------- | ---------------- |
| 2007                  | San Salvador          | Dexter Faulk       | Decosma Wright   | Linnie Yarbrough |
| 2015                  | San José              | Mikel Thomas       | Jhoanis Portilla | Eddie Lovett     |
| 2018                  | Toronto               | Hansle Parchment   | Aleec Harris     | Shane Brathwaite |
| 2022                  | Freeport              | Freddie Crittenden | Jamal Britt      | Orlando Bennett  |
| 2025                  | Freeport              | Demario Prince     | Dylan Beard      | Jaheim Stern     |

### 400 m Hürden
| NACAC-Meisterschaften | NACAC-Meisterschaften | Gold           | Silber            | Bronze           |
| --------------------- | --------------------- | -------------- | ----------------- | ---------------- |
| 2007                  | San Salvador          | LaRon Bennett  | Jonathan Williams | Javier Culson    |
| 2015                  | San José              | Javier Culson  | José Luis Gaspar  | Trevor Brown     |
| 2018                  | Toronto               | Kyron McMaster | Annsert Whyte     | Khallifah Rosser |
| 2022                  | Freeport              | Kyron McMaster | Khallifah Rosser  | CJ Allen         |
| 2025                  | Freeport              | CJ Allen       | Malik James-King  | Assinie Wilson   |

### 3000 m Hindernis
| NACAC-Meisterschaften | NACAC-Meisterschaften | Gold             | Silber           | Bronze               |
| --------------------- | --------------------- | ---------------- | ---------------- | -------------------- |
| 2007                  | San Salvador          | Michael Spence   | Josafat Gonzalez | Ben Bruce            |
| 2015                  | San José              | Andrew Bayer     | Stanley Kebenei  | Christopher Dulhanty |
| 2018                  | Toronto               | Andrew Bayer     | Travis Mahoney   | Jordan Mann          |
| 2022                  | Freeport              | Evan Jager       | Duncan Hamilton  | Jean-Simon Desgagnés |
| 2025                  | Freeport              | Daniel Michalski | Aaron Ahl        | Kenneth Rooks        |

### 4 × 100 m Staffel
| NACAC-Meisterschaften | NACAC-Meisterschaften | Gold                                                                             | Silber                                                                     | Bronze                                                                                     |
| --------------------- | --------------------- | -------------------------------------------------------------------------------- | -------------------------------------------------------------------------- | ------------------------------------------------------------------------------------------ |
| 2007                  | San Salvador          | Vereinigte Staaten Abidemi Omole Jordan Vaden Michael Mitchell Monzavous Edwards | Jamaika Decosma Wright Orlando Reid Tristan Taylor Carl Barret             | Trinidad und Tobago Niconnor Alexander Richard Thompson Rondel Sorrillo Emmanuel Callander |
| 2015                  | San José              | Jamaika Mario Forsythe Jason Livermore Oshane Bailey Sheldon Mitchell            | Vereinigte Staaten Trell Kimmons Harry Adams BeeJay Lee Remontay McClain   | Barbados Levi Cadogan Ramon Gittens Nicholas Deshong Burkheart Ellis                       |
| 2018                  | Toronto               | Kanada Bismark Boateng Jerome Blake Bolade Ajomale Aaron Brown                   | Barbados Shane Brathwaite Mario Burke Burkheart Ellis Jaquone Hoyte        | Trinidad und Tobago Nathan Farinha Jonathan Farinha Jalen Purcell Kyle Greaux              |
| 2022                  | Freeport              | Vereinigte Staaten Lawrence Johnson Brandon Carnes Isiah Young Kyree King        | Trinidad und Tobago Jerod Elcock Eric Harrison Jr. Asa Guevara Kyle Greaux | Jamaika Ackeem Blake Andrew Hudson Kadrian Goldson Jazeel Murphy                           |
| 2025                  | Freeport              | Kanada Aaron Brown Jerome Blake Brendon Rodney Eliezer Adjibi                    | Jamaika Ashanie Smith Kadrian Goldson Ryiem Forde Christopher Taylor       | Bahamas Adam Musgrove Terrence Jones Ian Kerr Wanya McCoy                                  |

### 4 × 400 m Staffel
| NACAC-Meisterschaften | NACAC-Meisterschaften | Gold                                                                             | Silber                                                               | Bronze                                                                        |
| --------------------- | --------------------- | -------------------------------------------------------------------------------- | -------------------------------------------------------------------- | ----------------------------------------------------------------------------- |
| 2007                  | San Salvador          | Vereinigte Staaten Reuben McCoy Calvin Smith Michael Mitchell David Neville      | Jamaika DeWayne Barrett Lansford Spence Bryan Steele Michael Manson  | Dominikanische Republik Carlos Santa Pedro Mejía Yoel Tapia Arismendy Peguero |
| 2015                  | San José              | Vereinigte Staaten Clayton Parros Calvin Smith Marcus Chambers James Harris      | Bahamas LaToy Williams Alonzo Russell Wesley Neymour Ramon Miller    | Kuba William Collazo Adrián Chacón Osmaidel Pellicier Yoandys Lescay          |
| 2018                  | Toronto               | Vereinigte Staaten Nathan Strother Obi Igbokwe Michael Cherry Kahmari Montgomery | Bahamas O’Jay Ferguson Teray Smith Michael Mathieu Alonzo Russell    | Kuba Leandro Zamora Adrián Chacón Rubén Caballero Yoandys Lescay              |
| 2022                  | Freeport              | Vereinigte Staaten Quincy Hall Ismail Turner Khallifah Rosser Bryce Deadmon      | Jamaika Demish Gaye Karayme Bartley Javon Francis Christopher Taylor | Bahamas Kinard Rolle Alonzo Russell Shakeem Hall-Smith Wendell Miller         |
| 2025                  | Freeport              | Jamaika Bovel McPherson Zandrion Barnes Delano Kennedy Rusheen McDonald          | Mexiko Édgar Ramírez Guillermo Campos Valente Mendoza Luis Avilés    | Grenada Shaquane Toussaint Jayden Phillip Joshem Sylvester Michael Francois   |

### 20.000 m Gehen
| NACAC-Meisterschaften | NACAC-Meisterschaften | Gold            | Silber        | Bronze          |
| --------------------- | --------------------- | --------------- | ------------- | --------------- |
| 2007                  | San Salvador          | Walter Sandoval | David Mejia   | Allan Segura    |
| 2018                  | Toronto               | Evan Dunfee     | Nick Christie | John Cody Risch |
| 2022                  | Freeport              | José Ortiz      | Evan Dunfee   | Erick Barrondo  |
| 2025                  | Freeport              | Erick Barrondo  | José Ortiz    | Erick Barrondo  |

### Hochsprung
| NACAC-Meisterschaften | NACAC-Meisterschaften | Gold                     | Silber           | Bronze                      |
| --------------------- | --------------------- | ------------------------ | ---------------- | --------------------------- |
| 2007                  | San Salvador          | Adam Shunk               | Gerardo Martínez | Julio Luciano               |
| 2015                  | San José              | JaCorian Duffield        | Trevor Barry     | Ryan Ingraham               |
| 2018                  | Toronto               | Jeron Robinson           | Michael Mason    | Donald Thomas Django Lovett |
| 2022                  | Freeport              | Luis Zayas Django Lovett |                  | Donald Thomas               |
| 2025                  | Freeport              | Tyus Wilson              | Donald Thomas    | Luís Castro                 |

### Stabhochsprung
| NACAC-Meisterschaften | NACAC-Meisterschaften | Gold                 | Silber           | Bronze       |
| --------------------- | --------------------- | -------------------- | ---------------- | ------------ |
| 2007                  | San Salvador          | José Montano         | Cristian Sánchez | Jeremy Scott |
| 2015                  | San José              | Natan Armando Rivera |                  |              |
| 2018                  | Toronto               | Scott Houston        | Shawnacy Barber  |              |
| 2022                  | Freeport              | Eduardo Nápoles      | Luke Winder      |              |

### Weitsprung
| NACAC-Meisterschaften | NACAC-Meisterschaften | Gold             | Silber           | Bronze                |
| --------------------- | --------------------- | ---------------- | ---------------- | --------------------- |
| 2007                  | San Salvador          | Carlos Jorge     | Tyrone Harris    | Le Juan Simon         |
| 2015                  | San José              | Cameron Burrell  | Kamal Fuller     | Ifeanyichukwu Otuonye |
| 2018                  | Toronto               | Marquis Dendy    | Tajay Gayle      | Ramone Bailey         |
| 2022                  | Freeport              | William Williams | Tajay Gayle      | Shawn-D Thompson      |
| 2025                  | Freeport              | Nikaoli Williams | William Williams | Shawn-D Thompson      |

### Dreisprung
| NACAC-Meisterschaften | NACAC-Meisterschaften | Gold              | Silber              | Bronze        |
| --------------------- | --------------------- | ----------------- | ------------------- | ------------- |
| 2007                  | San Salvador          | Marc Kellman      | Allen Simms         | Le Juan Simon |
| 2015                  | San José              | Yordanis Durañona | Josh Honeycutt      | Leevan Sands  |
| 2018                  | Toronto               | Jordan Díaz       | Chris Benard        | KeAndre Bates |
| 2022                  | Freeport              | Chris Benard      | Jah-Nhai Perinchief | Taeco O’Garro |
| 2025                  | Freeport              | Kaiwan Culmer     | Andy Hechavarría    | Will Claye    |

### Kugelstoßen
| NACAC-Meisterschaften | NACAC-Meisterschaften | Gold           | Silber         | Bronze           |
| --------------------- | --------------------- | -------------- | -------------- | ---------------- |
| 2007                  | San Salvador          | Rubin Williams | Tyron Benjamin | Jorge Castro     |
| 2015                  | San José              | Jonathan Jones | Darrell Hill   | Raymond Brown    |
| 2018                  | Toronto               | Darrell Hill   | Tim Nedow      | O’Dayne Richards |
| 2022                  | Freeport              | Roger Steen    | Adrian Piperi  | O’Dayne Richards |
| 2025                  | Freeport              | Josh Awotunde  | Uziel Muñoz    | Juan Vázquez     |

### Diskuswurf
| NACAC-Meisterschaften | NACAC-Meisterschaften | Gold           | Silber          | Bronze          |
| --------------------- | --------------------- | -------------- | --------------- | --------------- |
| 2007                  | San Salvador          | Nick Petrucci  | Adonson Shallow | Jesús Sánchez   |
| 2015                  | San José              | Russell Winger | Andrew Evans    | Quincy Wilson   |
| 2018                  | Toronto               | Fedrick Dacres | Traves Smikle   | Reginald Jagers |
| 2022                  | Freeport              | Traves Smikle  | Fedrick Dacres  | Mario Díaz      |
| 2025                  | Freeport              | Fedrick Dacres | Sam Mattis      | Chad Wright     |

### Hammerwurf
| NACAC-Meisterschaften | NACAC-Meisterschaften | Gold            | Silber        | Bronze          |
| --------------------- | --------------------- | --------------- | ------------- | --------------- |
| 2007                  | San Salvador          | Jake Freeman    | Luis Saavedra | Roberto Sawyers |
| 2015                  | San José              | Roberto Janet   | Colin Dunbar  | Diego del Real  |
| 2018                  | Toronto               | Roberto Sawyers | Alex Young    | Adam Keenan     |
| 2022                  | Freeport              | Rudy Winkler    | Daniel Haugh  | Rowan Hamilton  |
| 2025                  | Freeport              | Daniel Haugh    | Rudy Winkler  | Jerome Vega     |

### Speerwurf
| NACAC-Meisterschaften | NACAC-Meisterschaften | Gold             | Silber             | Bronze             |
| --------------------- | --------------------- | ---------------- | ------------------ | ------------------ |
| 2007                  | San Salvador          | Justin St. Clair | Darwin García      | Rigoberto Calderón |
| 2015                  | San José              | Riley Dolezal    | Guillermo Martínez | Albert Reynolds    |
| 2018                  | Toronto               | Anderson Peters  | Curtis Thompson    | Markim Felix       |
| 2022                  | Freeport              | Curtis Thompson  | Keshorn Walcott    | Ethan Dabbs        |
| 2025                  | Freeport              | Curtis Thompson  | Dash Sirmon        | Elvis Graham       |

## Nicht mehr ausgetragene Wettbewerbe

### Zehnkampf
Diese Disziplin wurde nur 2007 durchgeführt.
| NACAC-Meisterschaften | NACAC-Meisterschaften | Gold         | Silber            | Bronze      |
| --------------------- | --------------------- | ------------ | ----------------- | ----------- |
| 2007                  | San Salvador          | Darwin Colón | Adolphus Jones    |             |
| 2025                  | Freeport              | Austin West  | Kendrick Thompson | Kenny Moxey |